# David Mixner
David Mixner (Bridgeton, 16 agosto 1946 – New York, 11 marzo 2024) è stato un attivista e filantropo statunitense.

## Biografia
David Mixner nacque il 16 agosto 1946 a Bridgeton, nel New Jersey, terzo e ultimogenito di suo padre Ben, lavoratore in un'azienda agricola, e di sua madre Mary, operaia in una fabbrica. Crebbe poi a Elmer.
Frequentò la Woodstown High School e già allora iniziò la sua lotta per i diritti civili, partecipando a picchetti e inviando denaro a Martin Luther King. Spinto da un articolo letto su The Arizona Republic, nell'autunno del 1966 Mixner organizzò la prima di molte proteste contro guerra e razzismo, per poi sostenere la campagna presidenziale di Eugene McCarthy. 
Alla Convenzione Nazionale Democratica del 1968 a Chicago, Mixner venne picchiato dalla polizia durante le proteste tenutesi fuori dal centro congressi. In quel periodo conobbe Ted Kennedy, che divenne poi un suo caro amico.
Mixner fu uno dei promotori della moratoria per porre fine alla guerra del Vietnam. L'idea fu suggerita da Jerome Grossman, un uomo d'affari del Massachusetts attivo nel movimento per la pace.
Bill Clinton, all'epoca Rhodes Scholar dell'Università di Oxford, visitò la sede del comitato della moratoria e suggerì a Mixner di organizzare una protesta parallela in quella città. Vi parteciparono un migliaio di persone, riunitesi poi davanti all'ambasciata statunitense a Londra.
Nel 1976 rivelò la propria omosessualità e subito dopo fu membro fondatore del Comitato elettorale municipale di Los Angeles (MECLA), il primo comitato di azione politica gay della nazione. A quel tempo pochissimi candidati erano disposti ad accettare donazioni da individui apertamente gay o da organizzazioni affiliate ai gay, inoltre Mixner ricopriva il ruolo di responsabile della campagna per Tom Bradley, il sindaco di Los Angeles, intenzionato a farsi eleggere per un secondo mandato. Dopo che Bradley venne riconfermato, Mixner rivolse tutti i suoi sforzi nella lotta contro le discriminazioni verso la comunità LGBT. Mixner e il suo compagno Peter Scott ottennero un incontro con l'allora governatore della California Ronald Reagan e lo persuasero ad opporsi alla Proposition 6, un provvedimento voluto dall'estrema destra repubblicana mirante a “proteggere i bambini dagli insegnanti omosessuali”.
Alla fine del 1984, Mixner fu attivo in varie iniziative a favore del disarmo e della pace, organizzando manifestazioni in tutto il paese. Egli promosse anche la Grande Marcia di Pace per il Disarmo Nucleare Globale, che raccolse però solo 1.200 manifestanti.
Nel 1985 a Peter Scott venne diagnosticato l'AIDS. Morì il 13 maggio 1989. Mixner da allora sostenne la ricerca sulla malattia e aiutò a morire diversi amici sieropositivi terminali, venendo per questo arrestato dodici volte.
Nel 1996 svolse campagna elettorale per Bill Clinton candidato alla presidenza. Dopo l'elezione di Clinton, Mixner partecipò a una marcia su Washington per la revoca del divieto per i gay di entrare nell'esercito venendo arrestato pubblicamente davanti alla Casa Bianca. Il rapporto tra Mixner e Clinton si incrinò ma in seguito i due si riavvicinarono.
Nell'ottobre 2008, il primo ministro inglese Gordon Brown e sua moglie Sarah invitarono Mixner a pranzare con loro al 10 Downing Street. Per la prima volta un premier britannico onorava un attivista LGBT in questo modo. Sempre in tale anno Mixner supportò la campagna elettorale di Barack Obama per le elezioni presidenziali.
Nel maggio 2009, Mixner utilizzò il suo blog per invocare una marcia su Washington in favore dei diritti della comunità LGBT, compresi matrimonio egualitario e adozioni. Cleve Jones, stimolato dall'appello di Mixner, guidò gli sforzi organizzativi per la Marcia Nazionale per l'Uguaglianza, svoltasi poi in una due-giorni (10-11 ottobre) di quello stesso anno. Oltre 200.000 persone marciarono su Washington l'11 ottobre 2009. Mixner e Jones furono entrambi relatori in una manifestazione davanti al Campidoglio dopo la marcia. 
Mixner fu premiato dalla Point Foundation, un'organizzazione per la fornitura di borse di studio universitarie a studenti LGBT, con il suo Legend Award all'Honors Gala 2009 della fondazione a New York. Il premio gli venne consegnato dalla vedova di Ted Kennedy.
Nel 2011, il Theatre at Dixon Place annunciò uno spettacolo con Mixner, From the Front Porch, un'iniziativa a beneficio dei giovani senzatetto LGBT.
Mixner scrisse un libro di memorie nel settembre 2011, edito da Magnus Books.
Il 14 aprile 2016, Mixner tenne al Teatro Elfo di Milano lo spettacolo Oh Hell No. Fu l'unica tappa europea dello show, già presentato in varie città degli USA. Alla stampa italiana in quell'occasione rivelò di essere malfermo in salute avendo dovuto tra l'altro subire tre interventi chirurgici.
Morì per complicazioni da Covid-19 l'11 marzo 2024 nella sua residenza di Manhattan all'età di 77 anni.